# ويل غرانت
ويل غرانت (بالإنجليزية: Will Grant)‏ هو لاعب كرة قدم أمريكية أمريكي، ولد في 7 مارس 1954 في بوسطن في الولايات المتحدة.

## وصلات خارجية
- ويل غرانت على موقع مرجع كرة القدم المحترفة.كوم (الإنجليزية)